# ستيفن أودونيل (لاعب كرة قدم)
ستيفن أودونيل (بالإنجليزية: Stephen O'Donnell)‏ (10 يوليو 1983 في المملكة المتحدة - ) هو لاعب كرة قدم إسكتلندي في مركز الوسط. شارك مع منتخب إسكتلندا تحت 19 سنة لكرة القدم. أما مع النوادي، فقد لعب مع دندي يونايتد ونادي دندي ونادي روس كاونتي ونادي سانت ميرين ونادي كلايد ونادي بوسطن يونايتد.

## وصلات خارجية
- ستيفن أودونيل على موقع قاعدة بيانات كرة القدم.إي يو (الإنجليزية)
- ستيفن أودونيل على موقع Soccerbase.com (لاعب) (الإنجليزية)
- ستيفن أودونيل على موقع Soccerway.com (الإنجليزية)